# Расински партизански одред
Расински народноослободилачки партизански одред формиран је 22. јула 1941. године у селу Дедина, одлуком ОК КПЈ за Крушевац 24. јуна 1941. године. Одред је имао две чете — Расинску и Трстеничку — и у почетку је бројао 34 борца. Трстеничку чету чинили су махом наоружани сељаци који су се после три дана разишли кућама. Расинска чета деловала је у ударним групама и десетинама које су у Крушевцу изводиле диверзантске акције. Дана 16. марта 1942. од делова Топличког и Расинског одреда образован је Јастребачки народноослободилачки покрет.

## Акције
Прва акција Расинског одреда била је 8. августа 1941. рушењем моста на прузи код села Браљине. После ове акције одред се пребацио на планину Јастребац  основавши логор близу села Слатине.
Одред се августа 1941. фокусирао на рушењу пруга на подручју Јужне и Западне Мораве и разоружавању жандармеријских станица. По споразуму са четницима о заједничкој борби против окупатора 23. септембара 1941. изведен је безуспешан напад на Крушевац. После тога, заједно са мањим четничким одредом ослободили су Брус и Трстеник. После овога долази до разилажења са четницима и, Расински одред који у том тренутку броји стотинак бораца, враћа се на подручје Расине.
Почетком 1942. Расински одред пребчен је у Топлицу где 17. фебруара 1942. учествује у ослобађању Куршумлије.